# John McGinn
John McGinn (18 d'octubre de 1994) és un futbolista professional escocés que juga com a centrecampista per l'Aston Villa FC i per l'equip nacional escocés. McGinn anteriorment havia jugat pel St Mirren i l'Hibernian FC.